# Korinthiaki

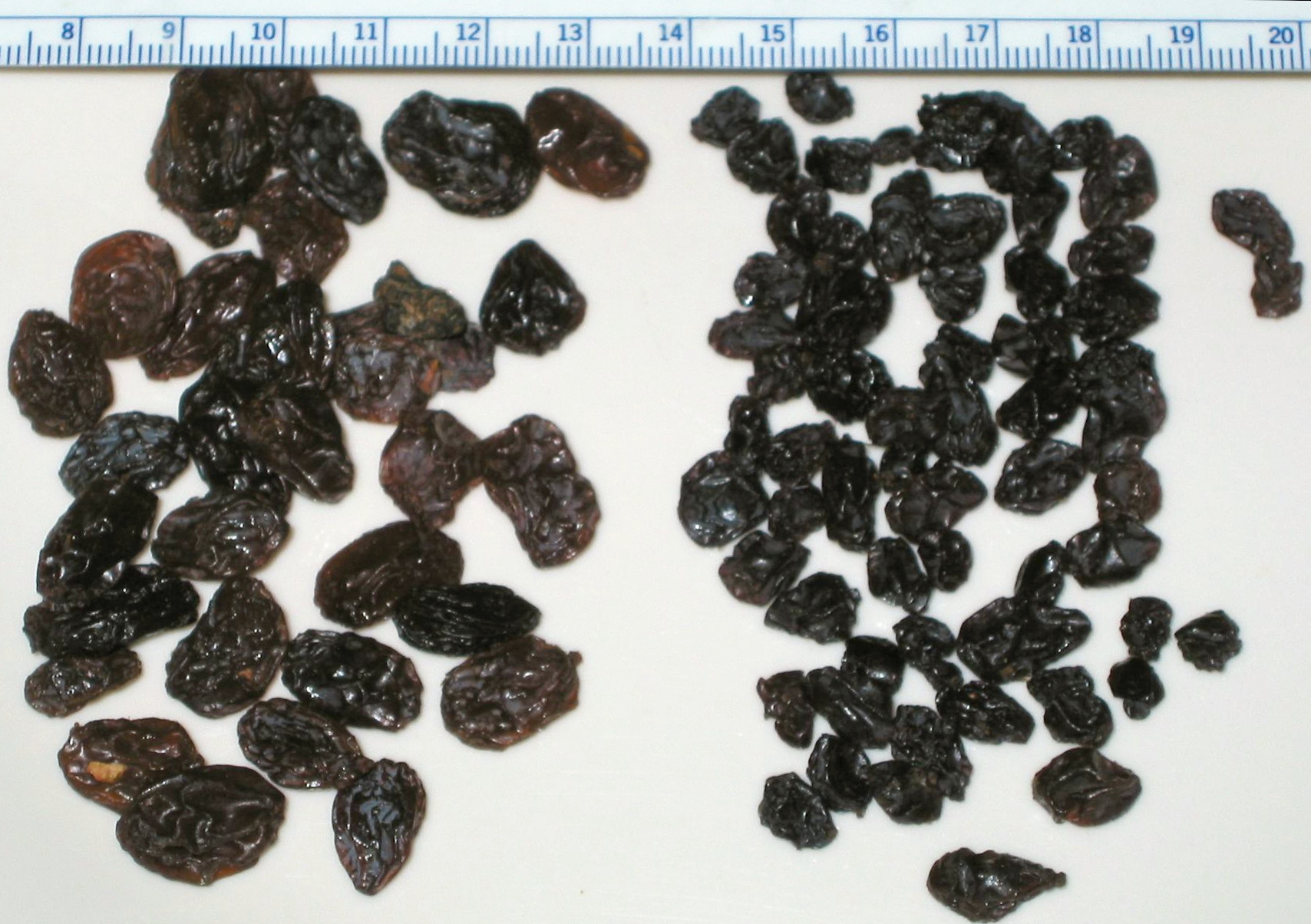
Auf der linken Seite des Fotos liegen Beeren der Sorte Sultana (Thompson Seedless), auf der rechten Seite die Sorte Korinthiaki.

Korinthiaki (deutsch Schwarze Korinthe, lateinisch Vitis vinifera apyrena) ist eine Rotwein- und Tafeltraubensorte, die weltweit kultiviert wird. Den Namen bezieht die Sorte von dem Ort Korinth oder von der Ionischen Insel Zakynthos, die auf Italienisch „Zante“ genannt wird.
Sie ist nach der Rebsorte Sultana eine der wichtigsten Tafeltrauben. Die Rebsorte dient hauptsächlich zur Erzeugung von Korinthen.

## Abstammung, Herkunft
Abstammung und Herkunft sind bislang ungeklärt. Der Ampelograph Krimbas vermutete, dass die Sorte Korinthiaki eine Mutation der Sorte Liatiko sei. DNA-Untersuchungen belegten, dass diese Annahme nicht richtig ist.

## Verbreitung
Wichtigste Anbauländer sind Griechenland (44.000 ha), die Türkei (6.000 ha), der Iran (10.000 ha), Australien (1.200 ha) und die Vereinigten Staaten (ca. 1000 ha). Darüber hinaus sind kleine Anbauflächen in Italien, Südafrika und Portugal bekannt.

## Ampelographische Sortenmerkmale
- Die Triebspitze ist offen. Sie ist weißwollig behaart und die Spitzen sind leicht roséfarben gefärbt. Die gelblichen Jungblätter sind spinnwebig behaart.
- Die mittelgroßen, dicken und dunkelgrünen Blätter sind fünflappig und recht tief gebuchtet. Die Stielbucht ist V-förmig offen. Das Blatt ist stumpf gezahnt. Die Zähne sind im Vergleich zu anderen Rebsorten mittelweit gesetzt.
- Die walzenförmige Traube ist mittelgroß bis groß, sehr schlank, geschultert und dichtbeerig. Die rundlichen Beeren sind sehr klein (die kernlosen Beeren haben einen Durchmesser von 5 bis 8 mm, die Beeren mit verkümmerten Kernen können bis zu 10 mm groß werden) und von fast schwarzer Farbe. Die Beeren sind sehr saftig und haben eine dünne Schale; sie eignen sich daher hervorragend zum Trocknen.[2]

Reife: Die Rebsorte reift ca. 20 Tage nach dem Gutedel und gilt somit im internationalen Vergleich als noch früh reifend. Auf der Halbinsel Peloponnes beginnt die Ernte bereits im Monat August.

## Eigenschaften

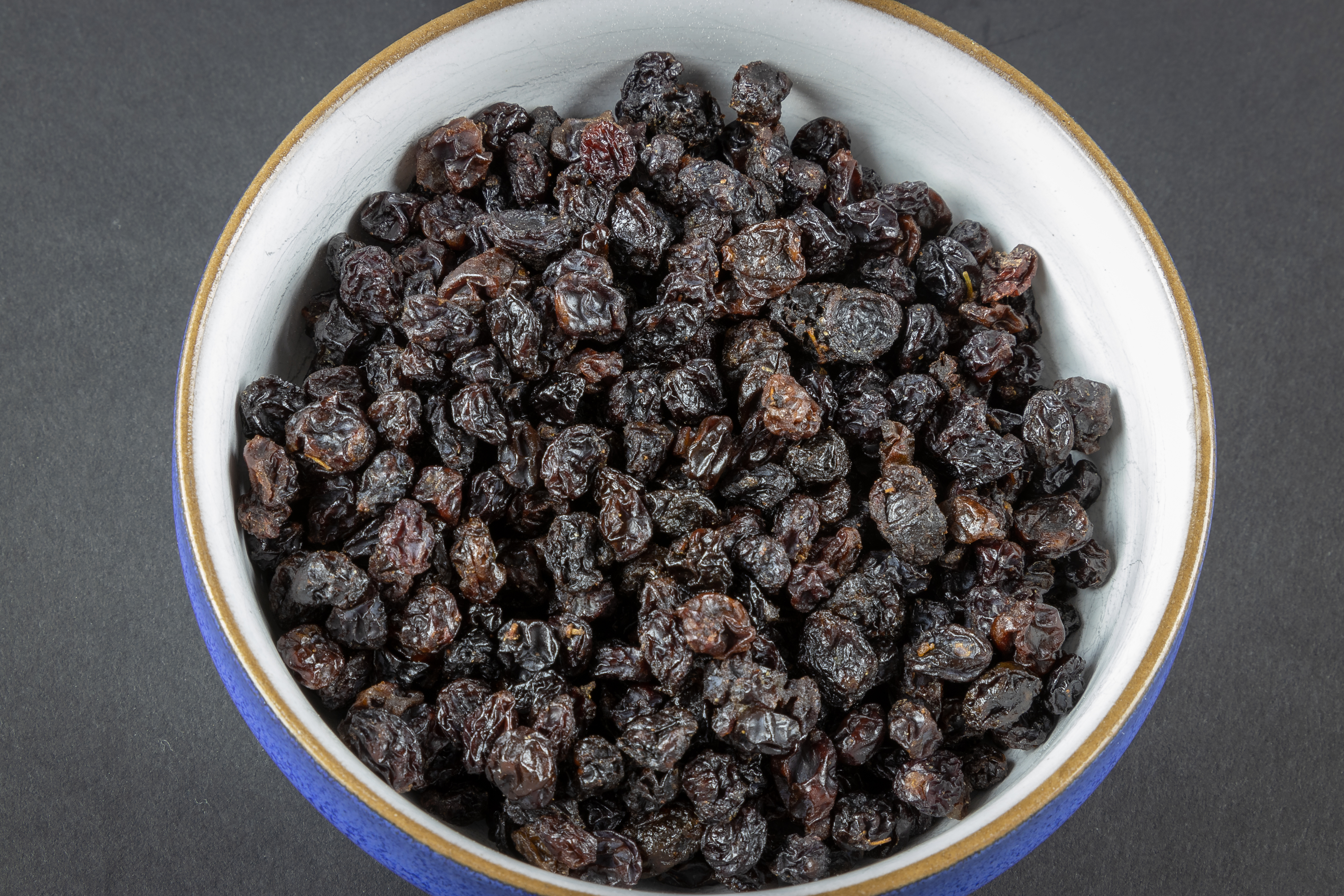
Korinthen

Die wuchskräftige Sorte treibt früh aus und bringt gute Erträge von ca. 12.000 kg Trauben/ha. Diese Menge ergibt ca. 3.000 kg Korinthen/ha. Gegen Peronospora ist sie widerstandsfähig, ist aber anfällig gegen Oidium und Botrytis. Reife Beeren platzen nach Niederschlägen während der Reifephase der Beeren.
Die Beeren sind einer Laune der Natur entsprechend kernlos oder aber die vorhandenen Kerne sind verkümmert. Seit dem Einsatz von Dünger in den 1940er Jahren nahm der Anteil von Beeren mit Kernanteil zu. Dieser Effekt wurde noch durch den Einsatz von Wachstumshormonen wie Gibberellinsäure verstärkt. Wird die Pflanze ca. 7 bis 10 Tage nach der vollständigen Blüte mit Hormonen behandelt, kann der Anteil der Beeren mit verkümmerten Kernen minimiert werden.

## Synonyme
Aiga Passera, Alga Passera, Aproszemue Fekete, Black Ascalon, Black Corenth, Black Corinth, Black Corinto, Black Currant, Black Currant Grape, Black Current, Black Zante Currant, Corino Nero, Corinth, Corinth Negru, Corinthe Crni, Corinthe Noir, Corinthe Noire, Corinthiaki Staphis, Corinthnoire, Corinthusi Aproszemer, Corinto, Corinto Negro, Corinto Nero, Corinto Preto, Crni Korint, Currant, Currant Grape, Epicier, Kek Meguadan, Korinka Chernaya, Korinka Grecheska, Korint, Korinthiaki Stafida, Korinthiaki Stafis, Korinthiaki Staphis, Korinthusi, Korinthusi Kek, Korinthusi Magnelkueli, Kourenti, Lianoroghi, Lianorogi, Lianroghi, Marine Noir, Marine Noire, Mavri Corinthiaki, Mavri Korinthiaki, Mavri Korinziaki, Mavri Stafida, Mavri Stafis, Minutidda, Niuriduzzi, Panariti, Panariti-Rebe, Passa Minor, Passa Staphis, Passaretta Nera, Passarilla, Passarina Di Liparia, Passarina Nera, Passera, Passeretta Nera, Passeretta Senza Vinaccioli, Passerilla, Passerille, Passerina, Passerina Nera, Passolina, Passolina Minuttida, Passula (di Corinto), Patras Currant, Patras Currant Zante, Patras Current, Piros Korinthusi, Raisin De Corance, Raisin De Corinth, Raisin De Corinthe, Schwarze Korinthe, Siyah Korent, Stafida, Stafida Mavro, Stafidambelo, Stafidampelos, Staphida Mavri, Staphidampelo, Staphidampelos, Staphina, Staphis, Stephidampelos, Tarmarina, Uva Nera Passa Di Corinto, Uva Nera Passera Di Corinto, Uva Passa, Uva Passa Minima, Uva Passa Nera, Uva Passolina Nera Niuriduzzi, Zante, Zante Currant.